# Cloreto de 4-metilnaftaleno-1-sulfonila
Cloreto de 4-metilnaftaleno-1-sulfonila ou cloro(4-metilnaftil)sulfona é o composto orgânico organossulfurado de fórmula C11H9ClO2S e massa molecular 240,70596. Apresenta ponto de fusão 80 °C. É uma substância iiritante. É classificado com o número CAS 10447-11-7 e MOL File 10447-11-7.mol.